# Buddy Buie
Buddy Buie (Marianna, 23 gennaio 1941 – Dothan, 18 luglio 2015) è stato un cantante, chitarrista, produttore discografico compositore ed editore statunitense celebre soprattutto per la sua militanza negli Atlanta Rhythm Section.

## Biografia
Buie è nato a Marianna, in Florida, e cresciuto a Dothan, in Alabama.
Il suo primo successo come compositore arrivò nel 1964, quando Tommy Roe portò Party Girl, che Buie scrisse con Billy Gilmore, nella Billboard Hot 100. Nel 1967 iniziò a lavorare con il gruppo Classics IV, scrivendo con il chitarrista del gruppo James Cobb per aggiungere il testo allo strumentale Spooky di Mike Sharpe.
Le canzoni successive scritte insieme a Cobb includevano I Take It Back di Sandy Posey e i successi dei Classics IV Stormy, Traces, Everyday with You Girl e What am I Crying For?.
Nel 1978, Buie e il dirigente del marketing Arnie Geller fondarono la Buie/Gellar Organization, una casa editrice, e la BGO Records, casa discografica a Doraville, in Georgia.
Nel 2003, Buie ha lasciato Atlanta e si è ritirato a Eufaula, in Alabama, a pochi chilometri dal luogo di nascita delle canzoni che hanno costruito la sua carriera. Nel 2010, il film vincitore dell'Oscar The Fighter includeva So Into You, brano della Atlanta Rhythm Section co-scritto da Buie nella sua colonna sonora.

## Discografia

### Con gli Atlanta Rhythm Section
- Dog Days (1975)
- Red Tape (1976)
- A Rock and Roll Alternative (1977)
- Champagne Jam (1978)
- Underdog(1979)

### Solista
- Don't Tell the Folks in Memphis, 1969 (con J.R. Cobb)
- Three Coins in a Fountain, 1974

### Con i Classic IV
- What Am I Cring For, 1973